# Julius Augustus Furer
Julius Augustus Furer (* 9. Oktober 1880 in Mosel, Wisconsin; † 6. Juni 1963) war ein Rear Admiral der United States Navy im Zweiten Weltkrieg.

## Leben
Er besuchte ab 1897 die United States Naval Academy, wo er 1901 als Klassenbester abschloss. Nach Diensten auf dem Schlachtschiff Indiana und dem Torpedoboot Shubrick besuchte er das Massachusetts Institute of Technology, wo er 1905 seinen Master of Science erwarb. Nach Verwaltungsposten auf der Marinebasis von Charleston (South Carolina) und der Marinewerft von Philadelphia, erhielt er die Aufgabe, die Geräteausstattung von Pearl Harbor zu organisieren, wo das neue Hauptquartier der United States Pacific Fleet angelegt wurde. Als das U-Boot Submarine F-4 (Submarine No. 23) am 25. März 1915 vor Honolulu sank, setzte er sich für dessen Bergung ein und erfand zu diesem Zweck ein versenkbares Ponton.
Ende 1915 wurde er in Washington, D.C. Leiter der Supply Division des Bureau of Construction and Repair. Hier setzte er sich für den Bau von Zerstörern zur U-Bootjagd ein und setzte sich dabei gegen die Befürworter kleinerer Schiffe zu diesem Zweck durch, was zur Bestellung von 450 Schiffen nach Furers Entwürfen führte und ihm das Navy Cross einbrachte. Nach dem Ende des Ersten Weltkriegs diente er im Stab des Oberbefehlshabers der Pazifikflotte, wo er an diversen Verbesserungen im Schiffsdesign arbeitete. Von Dezember 1922 bis April 1927 war er Teil einer Gesandtschaft der US-Marine in Brasilien, danach war er am Aufbau des Militärflugplatzes in Cavite auf den Philippinen beteiligt. 1928 wurde er Manager des Industrial Department des Philadelphia Navy Yard, wo er die Modernisierung der Schlachtschiffe Pennsylvania (BB-38) und New Mexico (BB-40) beaufsichtigte. Von 1935 bis 1937 diente er als Marineattaché in den US-Botschaften in London, Paris, Berlin und Rom und nahm als solcher 1936 an der Marinekonferenz in London teil.
Bei Ausbruch des Zweiten Weltkriegs wurde er als Rear Admiral Coordinator of Research and Development des National Research and Development Board. Seine Verdienste um die Entwicklung neuer Waffensysteme brachten ihm die Auszeichnung mit dem Orden der Legion of Merit ein. 1945 schied er aus dem aktiven Dienst aus, arbeitete aber ab 1951 in der History Division der Marine. In seinem zweiten Ruhestand verfasste er das Werk Administration of the Navy Department in World War II, das 1960 veröffentlicht wurde.
Julius Augustus Furer starb am 6. Juni 1963 und wurde auf dem Nationalfriedhof Arlington beigesetzt.

## USS Julius A. Furer (FFG-6)

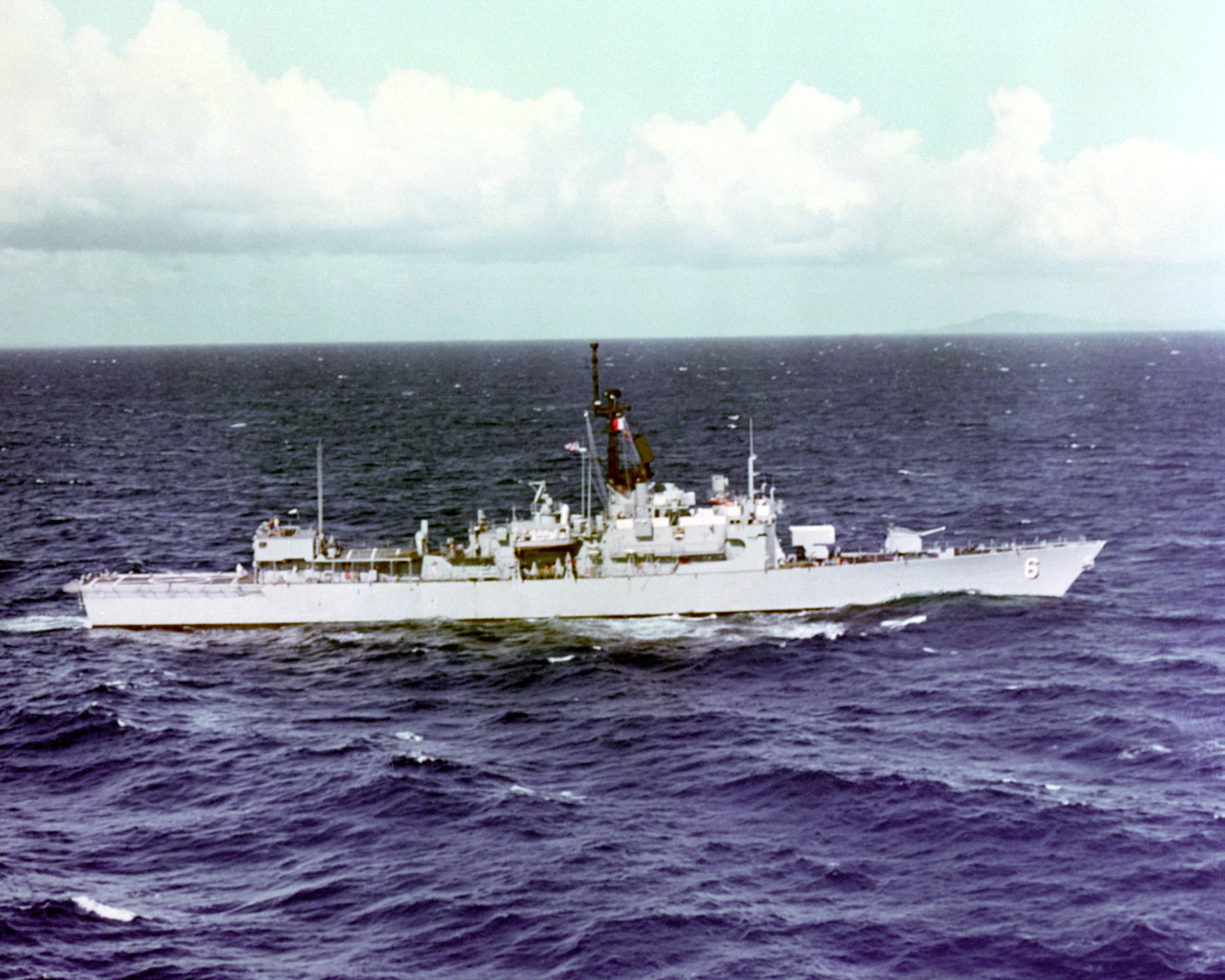
Die Julius A. Furer (FFG-6)

Nach Julius Augustus Furer wurde die 1967 in Dienst gestellte Fregatte Julius A. Furer (FFG-6). Nach der Außerdienststellung 1988 wurde sie von 1989 bis 1994 an Pakistan geleast und 1994 verschrottet.

## Werke
- Julius Augustus Furer: Administration of the Navy Department in World War II. United States Government Printing Office, Washington, DC 1960, OCLC 1915787.